# Sukaresik (Sukaresik)
Sukaresik is een bestuurslaag in het regentschap Tasikmalaya van de provincie West-Java, Indonesië. Sukaresik telt 3318 inwoners (volkstelling 2010).